# Comisión Hallstein
La Comisión Hallstein es el nombre utilizado para hacer referencia a la Comisión Europea presidida por Walter Hallstein entre el 7 de enero de 1958 y el 20 de junio de 1967. La Comisión Hallstein ocupó el cargo en dos mandatos distintos.
Fue la primera Comisión de la Comunidad Económica Europea y celebró su primera reunión formal el día 16 de enero de 1958 en el Château de Val-Duchesse, en Bruselas. Fue sucedida por la Comisión Rey.
La Comisión Hallstein estuvo a cargo de la Comunidad Económica Europea durante dos mandatos, y estaba formado por 9 miembros: dos franceses, dos italianos y dos alemanes, más un luxemburgués, un belga y un holandés.
La Comisión consiguió una serie de logros, como el acuerdo de precios de los cereales, que consiguió poco después y a pesar del veto de De Gaulle a la inclusión del Reino Unido como nuevo miembro de la Comisión. De Gaulle resultó ser el principal oponente de la Comisión, y propuestas como la del acuerdo para el precio de los cereales fueron diseñadas para atar a Francia lo más posible a la Comisión Económica Europea, haciéndole más difícil la posibilidad de separarse. El trabajo de la Comisión logró el reconocimiento y el prestigio no sólo frente a los Estados miembros, sino incluso fuera de la Comunidad, en la reunión del GATT propiciada por Kennedy (la llamada Ronda Kennedy) de 1967.

## Propuestas agrarias
En 1965, el Walter Hallstein presentó las propuestas de la Comisión para financiar la Política Agraria Común (PAC). Estas propuestas habrían permitido a la Comunidad desarrollar sus propios recursos financieros con independencia de las contribuciones de los estados, dando más poderes presupuestarios al Parlamento Europeo. Es más, llegaba incluso a proponer el voto por mayoría en el Consejo, si bien el gobierno francés se opuso a la medida. Hallstein conocía el riesgo de dichas propuestas, y fue unusualmente activo en su presentación (normalmente el encargado de presentarlas habría sido el Comisario Europeo de Agricultura). Además, el tono de las deliberaciones internas de aquella época también muestran que la institución estaba al tanto de que iban a provocar, y de que algunos comisarios (principalmente los dos franceses) se oponían a sus planes. Sin embargo, también se consideraba que esos mismos planes eran vitales para los objetivos a largo plazo de la comisión.

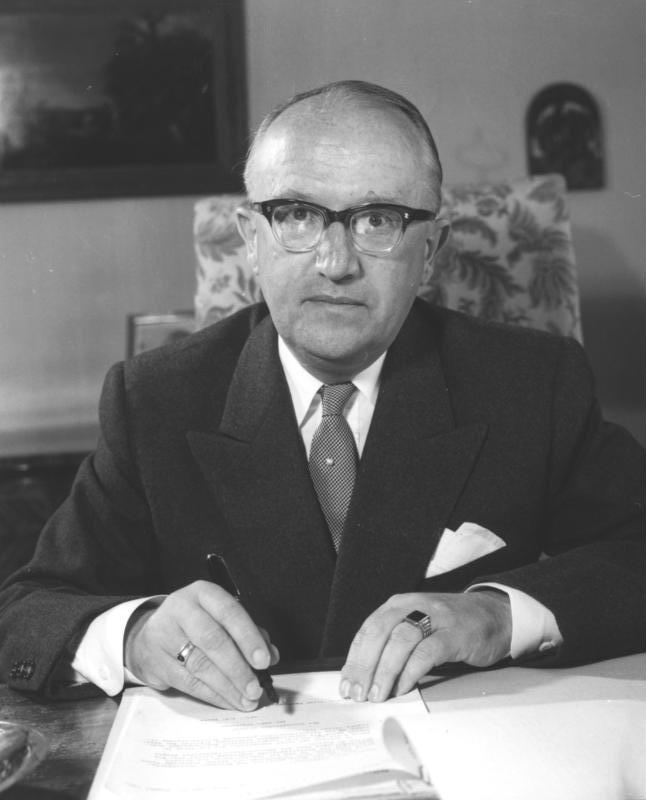
Walter Hallstein, presidente de la Comisión Europea entre enero de 1958 y junio de 1967.

La legislación no sólo incrementaría los poderes de la Comisión, sino también los del Parlamento, en un intento de crear una estructura supranacional y quedar libres de la amenaza de veto. Gracias a esto, el presidente obtuvo el apoyo del Parlamento, que había estado ya durante cierto tiempo luchando por incrementar sus competencias. Es más, el propio Hallstein tuvo cuidado de presentar las propuestas al Parlamento el 24 de marzo, una semana antes de presentarlas al Consejo, asociándose con este gesto a la causa parlamentaria y demostrando cómo consideraba que la Comunidad debía regirse, intentando con ello generar una ola de pro-europeanismo que fuese capaz de superar las objeciones de algunos de los Estados miembros.
Sin embargo, a pesar de sus éxitos anteriores, Hallstein resultó estar demasiado confiado en la viabilidad de sus propuestas. El Consejo resultó estar en contra de ellas, y el entonces presidente de Francia, Charles de Gaulle, acusó a Hellstein de actuar como si fuese un jefe de Estado, mostrando con ello su escepticismo sobre la existencia de un poder supranacional entre los Estados miembros. Francia estaba además muy preocupada en la protección de la PAC, que sólo había sido aceptada por los otros estados tras duras negociaciones, y pensaba que en un sistema de mayorías, sin derecho de veto, dicha política podría estar amenazada por los estados opuestos a ella.

## La crisis de la silla vacía
Ésta, junto con otras diferencias similares entre la Comisión y Francia, llegaron a su máximo en el momento en el que Francia ocupó la Presidencia de la Comunidad Económica Europea, con lo que perdían el cauce normal de mediación. La Comisión fue marginada cuando el debate comenzó a producirse directamente entre Francia y los otros miembros, convirtiendo al Consejo en el centro de la discusión, con lo que se perdió la posibilidad de usar la experiencia de la Comisión para ofrecer propuestas. Finalmente, el 30 de junio de 1965, París mandó llamar a su representante en Bruselas, indicando que no volvería a ocupar su asiento en el Consejo hasta que no se aceptasen sus reclamaciones. La "crisis de la silla vacía" fue la primera ocasión en la que fracasó una operación de la CEE por causa de un estado miembro y dejó expuestos los fracasos de los trabajos en el Consejo.
París mantuvo esta postura durante seis meses, hasta que el impacto en su economía le obligó a volver a retomar las negociaciones. Las reuniones se mantuvieron en Luxemburgo durante el mes de enero de 1966, hasta que al final se llegó a un acuerdo. Bajo el llamado "Compromiso de Luxemburgo", un estado miembro podría vetar una decisión que creía que afectaría a sus intereses nacionales, si bien no se llegó a detallar qué tipo de intereses nacionales debía afectar o cómo resolver una disputa. Sin embargo, tras ese momento fue tan habitual utilizar el veto que la unanimidad se convirtió en la norma en el Consejo hasta que se eliminó en el Acta Única Europea de 1986.
Tras la crisis, la Comisión se convirtió en la cabeza de turco para el Consejo, y Hallstein fue la única persona depuesta de su cargo, siendo el Consejo el encargado de rechazar la renovación a pesar de haber sido el líder más dinámico hasta la llegada de Jacques Delors.

## Colegio de Comisarios (1958-1967)
| Partidos Políticos Europeos |
| --- |
| Centroderecha Democracia cristiana (PPE) Centroizquierda socialdemócrata (PSE) Centro liberal (ALDE) Derecha Conservadurismo (ACRE) |

| Cartera                                           | Hallstein I                                                             | Hallstein I                                                                          | Hallstein I | Hallstein II | Hallstein II                                                                          | Hallstein II |
| ------------------------------------------------- | ----------------------------------------------------------------------- | ------------------------------------------------------------------------------------ | ----------- | ------------ | ------------------------------------------------------------------------------------- | ------------ |
| Presidente de la Comisión Europea                 |                                                                         | Walter Hallstein Alemania Occidental (CDU) 1 de ene. de 1958 - 9 de ene. de 1962     |             |              | Walter Hallstein Alemania Occidental (CDU) 9 de ene. de 1962 - 30 de jun. de 1967     |              |
| Vicepresidente y Comisario de Agricultura         |                                                                         | Sicco Mansholt Países Bajos (PvdA) 1 de ene. de 1958 - 9 de ene. de 1962             |             |              | Sicco Mansholt Países Bajos (PvdA) 9 de ene. de 1962 - 30 de jun. de 1967             |              |
| Vicepresidente y Comisario de Economía y Finanzas |                                                                         | Robert Marjolin Francia (SFIO) 1 de ene. de 1958 - 9 de ene. de 1962                 |             |              | Robert Marjolin Francia (SFIO) 9 de ene. de 1962 - 30 de jun. de 1967                 |              |
| Vicepresidente y Comisario de Mercado Interno     |                                                                         | Piero Malvestiti Italia (DC) 1 de ene. de 1958 - 15 de sept. de 1959                 |             |              | Giuseppe Caron Italia (DC) 9 de ene. de 1962 - 15 de may. de 1963                     |              |
| Comisario de Desarrollo                           |                                                                         | Robert Lemaignen Francia (Independiente) 1 de ene. de 1958 - 9 de ene. de 1962       |             |              | Henri Rochereau Francia (Independiente) 9 de ene. de 1962 - 30 de jun. de 1967        |              |
| Comisario de Mercado Interno                      |                                                                         | Giuseppe Caron Italia (DC) 24 de nov. de 1959 - 9 de ene. de 1962                    |             |              | Guido Colonna di Paliano Italia (DC) 30 de jul. de 1964 - 30 de jun. de 1967          |              |
| Comisario de Relaciones Exteriores                |                                                                         | Jean Rey Bélgica (PRL) 1 de ene. de 1958 - 9 de ene. de 1962                         |             |              | Jean Rey Bélgica (PRL) 9 de ene. de 1962 - 30 de jun. de 1967                         |              |
| Comisario de Competencia                          |                                                                         | Hans von der Groeben Alemania Occidental (CDU) 1 de ene. de 1958 - 9 de ene. de 1962 |             |              | Hans von der Groeben Alemania Occidental (CDU) 9 de ene. de 1962 - 30 de jun. de 1967 |              |
| Comisario de Transportes                          |                                                                         | Michel Rasquin Luxemburgo (LSAP) 1 de ene. de 1958 - 27 de abr. de 1958              |             |              | Lambert Schaus Luxemburgo (CSV) 9 de ene. de 1962 - 30 de jun. de 1967                |              |
| Comisario de Transportes                          | Lambert Schaus Luxemburgo (CSV) 16 de jun. de 1958 - 9 de ene. de 1962  |                                                                                      |             |              | Lambert Schaus Luxemburgo (CSV) 9 de ene. de 1962 - 30 de jun. de 1967                |              |
| Comisario de Asuntos Sociales                     |                                                                         | Giuseppe Petrilli Italia (DC) 1 de ene. de 1958 - 8 de feb. de 1961                  |             |              | Lionello Levi Sandri Italia (PSI) 9 de ene. de 1962 - 30 de jun. de 1967              |              |
| Comisario de Asuntos Sociales                     | Lionello Levi Sandri Italia (PSI) 8 de feb. de 1961 - 9 de ene. de 1962 |                                                                                      |             |              | Lionello Levi Sandri Italia (PSI) 9 de ene. de 1962 - 30 de jun. de 1967              |              |

## Sucesión
| Predecesor: Organismo creado | Comisión Europea 1958 - 1967 | Sucesor: Comisión Rey |